# Scaramouche (commedia dell'arte)
Pour les articles homonymes, voir Scaramouche.

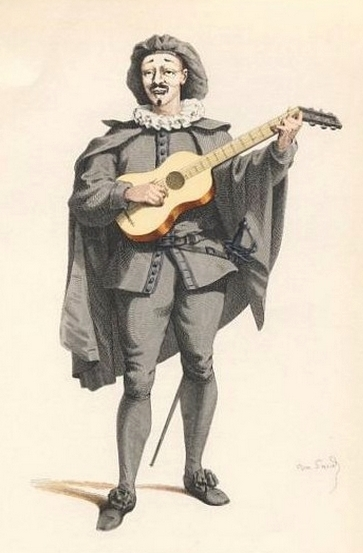
Scaramouche représenté par Maurice Sand en 1860.

Scaramouche (Scaramuccia en italien) est un personnage-type de la commedia dell'arte, dont le nom (Escarmouche en français) signifie « petit batailleur », qui a son équivalent dans d'autres cultures européennes (σκώμμαρχος-scommarques grecs, scamatorii roumains, скоморох-skomorokhs ukrainiens ou russes...).

## Caractéristiques
Son type primitif, originaire de Naples, se rapproche du Capitan. Comme celui-ci, il est vantard, fanfaron et peureux, et il finit toujours par fuir ou être battu. Tout de noir vêtu, à la mode espagnole, et porteur d’une longue rapière il s’annonce comme étant pour le moins prince ou duc, mais il remplit au besoin des rôles plus modestes. Scaramouche prit en effet, sous le nom de Pasquariello, l’emploi d’un valet gourmand et ivrogne, doué d’une agilité de gymnaste, puis devint, sous celui de Pasquino, un serviteur intrigant, menteur et bel esprit ; enfin, il subit sur la scène française une troisième métamorphose, celle de Crispin.
Il existe des Scaramucciana ou bons mots du personnage.

## Scène
Les scaramouches ont été joués en France, avec un grand succès, par le célèbre Napolitain Tiberio Fiorilli, venu à Paris sous Louis XIV au sein d'une troupe italienne de théâtre.
Goldoni tint cet emploi dans la troupe des Fedeli et Giuseppe Tortoretti s’y fit connaître en 1685 dans la variété de Vasquariello.
Pour le divertissement final de la comédie-ballet Le Bourgeois gentilhomme (1670), Jean-Baptiste Lully a composé une « Chaconne pour les Scaramouches et Trivelins ».

## Dans la culture contemporaine
- Queen dans sa chanson « Bohemian Rhapsody » : "I see a little silhouetto of a man - Scaramouch, Scaramouch, will you do the fandango", 1975
- Genshin Impact, le sixième Exécuteur des Fatui a pour nom de code Scaramouche, 2020.